# イザベラ・オブ・イングランド
イザベラ・オブ・イングランド（Isabella of England, 1214年 - 1241年12月1日）は、神聖ローマ皇帝兼シチリア王フリードリヒ2世の3度目の皇后。エリザベス（Elizabeth）とも呼ばれた。ドイツ語名イザベラ・フォン・エングラント（Isabella von England）、イタリア語名イザベッラ・ディンギルテッラ（Isabella d'Inghilterra）。父はイングランド王ジョン、母はイザベラ・オブ・アングレーム。兄にヘンリー3世、コーンウォール伯リチャード、姉にスコットランド王妃ジョーンがいる。また、フリードリヒ2世の従兄にあたるシチリア王グリエルモ2世の妃ジョーンは伯母に当たる。

## 生涯
リエーティでローマ教皇グレゴリウス9世と歓談していたフリードリヒ2世は、イングランド王女イザベラを後添えにどうかと示唆された。当初はの結婚をフランスとの同盟関係が失われると考えたが、イングランドの協力を得る方が得策と考え直し、承諾した。
母譲りの美貌といわれた21歳のイザベラは、2度妻に先立たれた40歳の皇帝のもとへ旅だった。花嫁の一行はケルンを通過し、イザベラは伝統的な厚いヴェールをあげて顔を見せたため、現地の女性たちに喜ばれた。2人は1235年に結婚した。
しかし結婚するとすぐに、イザベラはムーア人の宦官に管理された、外と隔離された暮らしが始まった。2人の結婚は政略であり、イザベラに随行してきた2人のイングランド人女官をのぞいて他は全員帰国させられた。イザベラは4人（5人の説もある）の子供を生んだが、マルガレーテ（1237年 - 1270年）のみが成人した。
イザベラはノヴェンタにある住居に住み、フリードリヒ2世はそこへ定期的に通った。彼女の兄コーンウォール伯リチャードが十字軍から帰還してフリードリヒ2世の宮廷へやってきたとき、普段は公的な場所へ出ることの許されないイザベラに会うことが許された。フォッジャの宮廷で、イザベラは出産後に死亡した。彼女は、アンドリア大聖堂の中の墓所へ埋葬された。娘のマルガレータはテューリンゲン方伯アルブレヒト2世（後にマイセン辺境伯）と結婚した。

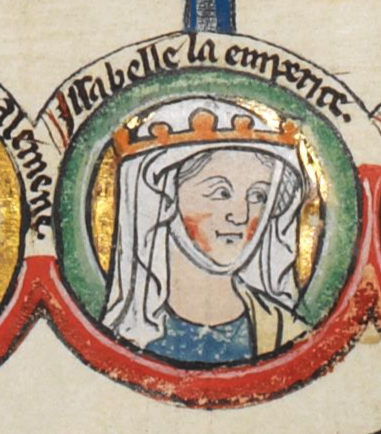
イザベラ・オブ・イングランド